# Гобель, Дэвид
Дэвид Гобель (англ. David Gobel) — американский предприниматель, изобретатель, футуролог, филантроп. Он соосновал Фонд Мафусаила и до сих пор является его генеральным директором. Гобель одним из первых начал публично продвигать в обществе идею скорости убегания от старости (СУС, англ. longevity escape velocity), ещё до того, как сам термин был сформулирован.

## Фонд Мафусаила
Дэвид Гобель является сооснователем вместе с Обри ди Греем и генеральным директором Фонда Мафусаила — медицинской благотворительной организации, базизующейся в Спрингфилд, Виргиния, США. К 2014 году Фонда Мафусаила уже перечислил более 4 миллионов долларов на поддержку исследований в области регенаративной медицины и становление практических технологий, и продолжает активную работу до момента написания этих строк.
Вместе с Обри ди Греем, Гобель соучредил Фонд Мафусаила в 2003 году для того чтобы, как в то время было написано на сайте организации, «пролить свет на процесс старения и найти способы продлить здоровую жизнь» (shed light on the processes of aging and find ways to extend healthy life).
С помощью этого фонда Гобель и ди Грей способствовали становлению исследовательских программ, сфокусированных на становление технологий очистки клеток и тканей от «загрязнений», наподобие того, как происходит очистка окружающей среды. Эти программы были развёрнуты на базе Университета Райса и Университета штата Аризона.
Фонд Мафусаила также предоставляет различные виды поддержки компаниям, разрабатывающим новые технологии в области регенеративной медицины. Первыми поддержанными компаниями стали:
- Organovo, занимающейся 3D-биопринтингом;
- Silverstone Solutions[4] (приобретённая BiologicTx в 2013), создавшая программное обеспечение, позволяющее в процессе донорства почек находить для реципиентов наилучшее соответствие среди имеющихся на данный момент доноров.[5]
- Oisin Biotechnologies,[6] старающаяся разработать технологию удаления из организма пагубных cенесцентных клеток («зомби-клеток»), основываясь на эспрессии генов.
- Leucadia Therapeutics,[7] занимающаяся вопросом лечения болезни Альцгеймера методом восстановления течения спинномозговой жизкости внутри черепа.

В 2013 году Фонд Мафусаила объявил новое партнёрство с Organovo на 500 тысяч долларов с целью расположения её 3D-биопринтеров в лабораториях нескольких университетов США с целью дать толчок новым исследованиям.
В тот же год Фонд Мафусаила запустила второе направление премий, получившей название New Organ, чтобы ускорить решение проблемы нехватки донорских внутренних органов. В том числе, New Organ Liver Prize, премия на 1 миллион долларов, будет вручена первой научной команде, которая создаст биоинженерную замену естественной печени крупного млекопитающего, так чтобы это животное могло более-менее нормально жить в течение как минимум 3 месяцев.
Также в 2013 году Фонд Мафусаила начал тесное сотрудничество с Organ Preservation Alliance (OPA) — инициатива по координации усилий различных людей в направлении сохранения тканей и органов. В 2015 году OPA получил статус независимой некоммерческой организации, имеющей налоговые льготы для своей деятельности.
В 2016 года НАСА в партнёрстве с Фондом Мафусаила объявило Vascular Tissue Challenge. Данный конкурс предусматривает награду в 500 тысяч долларов, которые будут поделены среди первых трёх научных команд, которые в лабораторных условиях успешно создадут крупную исправно функционирующую ткань, пронизанную кровеносными сосудами.

## Исследовательский фонд SENS
В 2007 году под крышей Фонда Мафусаила Дэвид Гобель и Обри ди Грей инициировали новую исследовательскую программу, получившей название «Стратегии достижения пренебрежимого старения инженерными методами» (англ. Strategies for Engineered Negligible Senescence, SENS), с целью идентифицировать повреждения на внутриклеточном уровне, починить их или убрать, до того как причиняемый ими вред станет системным. В 2009 году практические работы по программе SENS были перенесены в специально для этого созданную независимую структуру, названную Исследовательский фонд SENS, руководителем которой стал Обри ди Грей.

## Прочая деятельность
Дэвид Гобель является сооснователем Supercentenarian Research Foundation.

## Прочие статьи
- Grady, Barbara, "Cyber 'play' to be used as therapy for hospital kids, " Рейтер, November 7, 1995.
- «The Net 50», Newsweek, December 25, 1995.
- Moukheiber, Zina and Ben Pappas, "The geeks have inherited the earth, " Forbes, 159(14): 348—355, July 7, 1997.
- Leake, Jonathan, "Science gets serious about elixir of life, " The Sunday Times, August 31, 2003.
- Herrmann, Andrew, "Build a better, longer-living mouse, and world will pay you thousands, " Chicago Sun-Times, October 6, 2003.
- Lamb, Gregory M., 'Grand challenges' spur grand results, The Christian Science Monitor, January 12, 2006.
- Bauers, Sandy, "House vs. mouse; The latest ideas in humanely showing our disease-ridden fall visitors the door, " The Philadelphia Inquirer, November 6, 2006.
- Preston, John, «Who wants to live forever»? The Sunday Telegraph, January 21, 2007.
- "The Methuselah Mouse: Eyes on the prize, " The Economist, January 3, 2008.
- Markowitz, Eric, "Investing in the Fountain of Youth, ", CNBC, February 10, 2012.
- Duggan, Alan, «Want to live forever? Mice could help…» Popular Mechanics, May 20, 2014.
- "Methuselah Foundation Announces Methuselah Prize Award to Dr. Huber Warner, " Red Orbit, May 30, 2014.